# Space Quest V: The Next Mutation
Space Quest V: Roger Wilco – The Next Mutation is een point-and-click avonturenspel uit 1993. Het is het vijfde spel uit de Space Quest-reeks, maar het eerste waar Sierra Online enkel instond voor distributie. Het spel zelf werd gemaakt door Dynamix, hoewel dit een dochterbedrijf was van Sierra.

## Verhaal
Het verhaal start met een dramatische openingsscène waar Roger dreigt te crashen met zijn ruimteschip. Dan wordt duidelijk dat Roger in een simulatie zit van Millennium Falcon tijdens zijn eindexamen als piloot op de StarCon Academy. Hoewel Roger in principe gezakt is voor de proef, speelt hij vals en krijgt hij alsnog zijn diploma. Hij wordt aanvoerder van het ruimtevuilnisschip SCS Eureka, wat van uitzicht lijkt op een bovenmaatse stofzuiger.
In het spel dient Wilco Rogers de bron te achterhalen van een gemuteerde ziekte die zich via gastlichamen doorheen het heelal verplaatst. Op het einde van het spel is de ziekte zo ver verspreid dat het hoofdschip van Starcon, SCS Goliath, eigen vloten aanvalt. Zo wordt het schip van Wilco, SCS Eureka, ook door hen aangevallen. Verder dient Wilco te vechten met iedereen die geïnfecteerd is. Uiteindelijk dient hij SCS Eureka op te blazen om zo de ziekte te doen stoppen. 
Het spel bestaat uit enkele missies, waaronder:
- Roger wordt op een planeet opgejaagd door een moorddadige vrouwelijke W-D40 gynoïde, dewelke is uitgerust met een laserstraal en camouflagescherm zoals Predator. Haar schip vertoont gelijkenissen met dat van de Romulans.
- In een bar dient Roger zijn technisch verantwoordelijke te helpen ontsnappen nadat deze in een gevecht geraakte met een andere klant omdat deze laatste de SCS Eureka omschrijft als een vuilnisschip. Dit parodieert een gelijkaardige scène uit de Star Trek-episode "The Trouble With Tribbles"
- Roger komt terecht in een teleportatie-machine tezamen met een vlieg. Hierop gaat de machine in alarm en bij aankomst heeft Roger een klein vliegenlijf met een enorm mensenhoofd. Dit is een verwijzing naar het kortverhaal The Fly.
- In het vorige spel stond tijdreizen centraal. Daar belandde Roger in de toekomst waar hij zijn toekomstige zoon ontmoette. De zoon redde Wilco daar van de dood. In dit spel ontmoet Roger de moeder van zijn zoon. Roger dient haar nu te redden van de dood. Indien dit niet lukt, zal zijn zoon ook niet worden geboren en ontstaat er een paradox waardoor Roger in de toekomst ook niet kan worden gered door zijn (nu nog ongeboren) zoon.